# Autoimuni pankreatitis
Autoimuni pankreatitis (AIP) je oblik upale gušterače koju karakterizira histološki limfoplazmocitska infiltracija i fibroza žlijezde, što najčešće rezultira opstruktivnim tipom žutice te radiološki vidljivom tvrobom u gušterači. Bolest dobro reagira na liječenje kortikosteroidima.
Ostali manje popularni nazivi za ovu bolest koji se koriste:
- limfoplazmocitski sklerozirajući pankreatitis (LPSP)
- kronični sklerozirajući pankreatitis
- nealkoholni dukt-destruktivni pankreatitis
- pankreatitis pozitivan na granulocitne epitelne lezije (GEL)
- idiopatski duktcentrični pankreatitis (IDCP)
- tumefaktni kronični pankreatitis

Histološki razlikujemo dvije varijante AIP:
- AIP tip 1 - naziva se limfoplazmocitski sklerozirajući pankreatitis (LPSP), koji karakterizira periduktalna limfoplazmocitska infiltracije bogata stanicama obilježenim IgG4, zatim storiformna fibroza i obliterativni flebitis (bez GEL); smatra se manifestacijom sustavne IgG4 bolesti koja zahvaća i ostale organe u tijelu
- AIP tip 2 - neutrofilni infiltrat u lobulima i vodovima gušterače, te upala i destrukcija vodova (granulocitne epitelne lezije); najčešće bez povišenog IgG4 u krvi; najčešće nisu zahvaćeni ostali organi u tijelu

## Simptomi
Kliničke manifestacije autoimunog pankreatitisa se mogu klasificirati u akutnu i postakutnu fazu. 
Najčešći simptom bolesti je opstruktivna žutica, ali bolest može oponašati simptome gotov svih bolesti gušterače, najčešće bol u trbuhu, mučninu i povraćanje, te proljeve.

## Dijagnoza
Bolest se dijagnosticira na temelji na kombinacije kliničkih znakova, radioloških nalaza, nalaza patohistološke analize i odgovora na liječenje koritkosteroidima.
U utvrđivanju bolesti koriste se laboratorijski nalazi biokemijske analize krvi u kojima se utvrde povišene vrijednosti serumskih amilaza i/ili lipaza, te različite radiološke metode (ultrazvuk, endoskopski ultrazvuk, CT, MR, MRCP, ERCP) kojima se utvrde upalne promjene gušterače i komplikacije upale gušterače.
Posebnost ovog oblika pankreatitisa je što u lab. nalazima nalazimo povišenu vrijednost imunoglobulina IgG4, dok radiološki nalazimo difuzno povećanje ili tvorbu u gušterači koja se lako može zamijeniti za zloćudnu novotvorinu (npr. karcinom).
Takve promjene je potrebno obraditi uzimanjem uzoraka za patohistološku analizu u kojima nalazima karakteritike AIP (infiltrate plazma stanica i limfocita, bogate IgG4).

## Liječenje
U liječenju bolesti se uz opće mjere potpore kao i kod ostalih oblika pankreatitisa (nadoknada tekućina, liječenje boli), najčešće koriste kortikosteroidi, dok su kod određenog dijela bolesnik potrebni imunomodulatori (npr. azatioprin).
Za liječenje komplikacija koriste se endoskopske metode (npr. ERCP), ili kirurško liječenje.